# Aconogonon lichiangense
Aconogonon lichiangense är en slideväxtart som först beskrevs av William Wright Smith, och fick sitt nu gällande namn av Sojak. Aconogonon lichiangense ingår i släktet sliden, och familjen slideväxter. Inga underarter finns listade i Catalogue of Life.